# 帕夫什諾
48°24′54″N 22°41′23″E / 48.41500°N 22.68972°E
帕夫什諾（烏克蘭語：Павшино）是位於烏克蘭西部外喀爾巴阡州的穆卡切沃區的村莊，面積1.74平方公里，海拔高度115米，2001年人口838，人口密度每平方公里483人。